# Pristomyrmex longus
Pristomyrmex longus é uma espécie de formiga do gênero Pristomyrmex, pertencente à subfamília Myrmicinae.